# Милатовац (Жагубица)
Милатовац је насеље у Србији у општини Жагубица у Браничевском округу. Према попису из 2022. било је 460 становника.
Овде се налази Стара кућа Ненада Стојадиновића у Милатовцу.

Овде се налазе Запис Јокића храст (Милатовац) и Запис Јокића крст (Милатовац).

## Демографија
У насељу Милатовац живи 700 пунолетних становника, а просечна старост становништва износи 46,1 година (44,2 код мушкараца и 48,0 код жена). У насељу има 254 домаћинства, а просечан број чланова по домаћинству је 3,26.
Ово насеље је великим делом насељено Србима (према попису из 2002. године).
|  |

| Демографија | Демографија | Демографија |
| Година      | Становника  | Становника  |
| ----------- | ----------- | ----------- |
| 1948.       | 1.120       |             |
| 1953.       | 1.210       |             |
| 1961.       | 1.187       |             |
| 1971.       | 1.119       |             |
| 1981.       | 1.029       |             |
| 1991.       | 872         | 818         |
| 2002.       | 828         | 912         |
| 2011.       | 680         |             |

| Етнички састав према попису из 2002.‍ | Етнички састав према попису из 2002.‍ | Етнички састав према попису из 2002.‍ | Етнички састав према попису из 2002.‍ | Етнички састав према попису из 2002.‍ |
| ------------------------------------ | ------------------------------------ | ------------------------------------ | ------------------------------------ | ------------------------------------ |
|                                      |                                      |                                      |                                      |                                      |
| Срби                                 | Срби                                 |                                      | 802                                  | 96,85%                               |
| Власи                                | Власи                                |                                      | 9                                    | 1,08%                                |
| Македонци                            | Македонци                            |                                      | 1                                    | 0,12%                                |
| Југословени                          | Југословени                          |                                      | 1                                    | 0,12%                                |
| непознато                            | непознато                            |                                      | 6                                    | 0,72%                                |

| Година пописа     | 1948. | 1953. | 1961. | 1971. | 1981. | 1991. | 2002. |
| ----------------- | ----- | ----- | ----- | ----- | ----- | ----- | ----- |
| Број домаћинстава | 260   | 266   | 286   | 295   | 271   | 258   | 254   |

| Број чланова      | 1  | 2  | 3  | 4  | 5  | 6  | 7 | 8 | 9 | 10 и више | Просек |
| ----------------- | -- | -- | -- | -- | -- | -- | - | - | - | --------- | ------ |
| Број домаћинстава | 50 | 62 | 43 | 32 | 31 | 20 | 9 | 5 | 1 | 1         | 3,26   |

| Пол    | Укупно | Неожењен/Неудата | Ожењен/Удата | Удовац/Удовица | Разведен/Разведена | Непознато |
| ------ | ------ | ---------------- | ------------ | -------------- | ------------------ | --------- |
| Мушки  | 343    | 73               | 237          | 18             | 15                 | 0         |
| Женски | 374    | 32               | 252          | 75             | 15                 | 0         |
| УКУПНО | 717    | 105              | 489          | 93             | 30                 | 0         |

| Пол    | Укупно                    | Пољопривреда, лов и шумарство | Рибарство                            | Вађење руде и камена | Прерађивачка индустрија       |
| ------ | ------------------------- | ----------------------------- | ------------------------------------ | -------------------- | ----------------------------- |
| Мушки  | 193                       | 107                           | 0                                    | 12                   | 26                            |
| Женски | 133                       | 109                           | 0                                    | 1                    | 4                             |
| УКУПНО | 326                       | 216                           | 0                                    | 13                   | 30                            |
| Пол    | Производња и снабдевање   | Грађевинарство                | Трговина                             | Хотели и ресторани   | Саобраћај, складиштење и везе |
| Мушки  | 0                         | 4                             | 14                                   | 4                    | 9                             |
| Женски | 0                         | 0                             | 7                                    | 2                    | 0                             |
| УКУПНО | 0                         | 4                             | 21                                   | 6                    | 9                             |
| Пол    | Финансијско посредовање   | Некретнине                    | Државна управа и одбрана             | Образовање           | Здравствени и социјални рад   |
| Мушки  | 0                         | 4                             | 6                                    | 4                    | 1                             |
| Женски | 0                         | 0                             | 2                                    | 3                    | 5                             |
| УКУПНО | 0                         | 4                             | 8                                    | 7                    | 6                             |
| Пол    | Остале услужне активности | Приватна домаћинства          | Екстериторијалне организације и тела | Непознато            | Непознато                     |
| Мушки  | 1                         | 0                             | 0                                    | 1                    | 1                             |
| Женски | 0                         | 0                             | 0                                    | 0                    | 0                             |
| УКУПНО | 1                         | 0                             | 0                                    | 1                    | 1                             |

## Знамените личности
- Светлана Стевић Вукосављевић вокални солиста и национални уметник